# Balfourianae

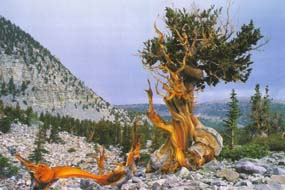
Pino millenario dal tronco contorto

I pini dai coni setolosi (Balfourianae Engelmann), noti in inglese come bristlecone pines, sono un raggruppamento tassonomico di pini del sottogenere Ducampopinus (sezione Parryana). Questi alberi rivestono un notevole interesse per la dendrocronologia e l'ecologia.

## Evoluzione
Gli esemplari fossili più antichi sono stati scoperti nelle Thunder Mountains (46 milioni di anni), in Nevada (42 milioni di anni), nel Nuovo Messico (32 milioni di anni) e nel Colorado (27 milioni di anni).

## Longevità
La pianta è lentissima a crescere, pochi millimetri al decennio.
Il più vecchio esemplare vivente di pino dai coni setolosi è un esemplare battezzato "Matusalemme", che si trova nella più antica foresta di pini nelle White Mountains della California (la sua esatta posizione è tenuta segreta da parte del US Forest Service per proteggere l'albero da atti di vandalismo).
Una stima dendrocronologica effettuata da Schulman e Harlan nel 1957 attribuiva a questo esemplare, tuttora vivente, una età di 4.789 anni e pertanto nel 2019 dovrebbe aver raggiunto i 4.851 anni.

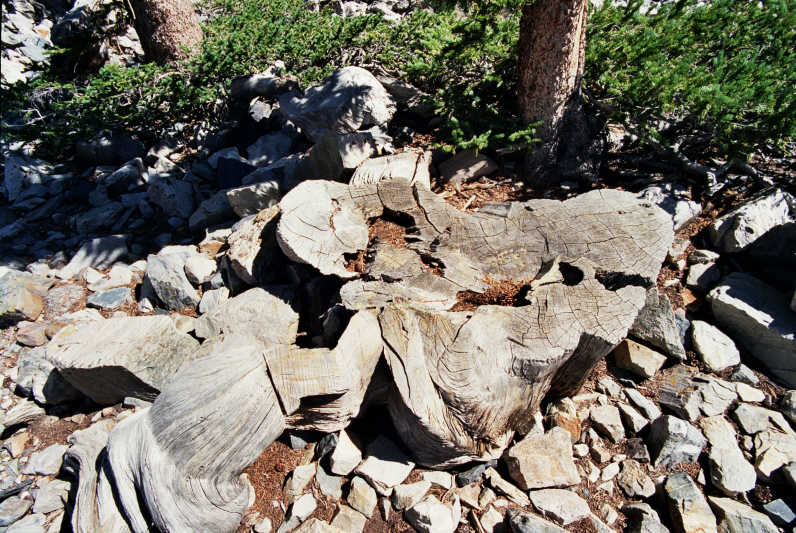
La base del tronco tagliato di Prometeo

Una stima post-mortem ha consentito di datare in 4.844 anni l'età di un esemplare di P. longaeva, denominato "Prometeo" (e noto anche come specimen WPM-114), ritrovato al Wheeler Peak, nel Nevada).
È verosimile che in natura esistano esemplari che superino i 5.000 anni, ma le determinazioni esatte sono rese difficili dalla tendenza di queste specie di perdere gli strati esterni del fusto: per una datazione attendibile è necessario infatti che la pianta conservi tracce di corteccia o dell'anello cambiale.

## Tassonomia
Di questo raggruppamento tassonomico fanno parte 3 specie: 
- Pinus aristata Engelmann, 1862: diffuso nei monti del Colorado, Nuovo Messico e Arizona.
- Pinus longaeva D.K. Bailey, 1970: diffuso nei monti dello Utah, del Nevada e della California.
- Pinus balfouriana Greville e Balfour, 1853: diffuso nei monti della California.

Le uniche differenze tra di essi sono i canali resiniferi presenti negli aghi (nel P. longaeva se ne trovano due, nel P. aristata e nel P. balfouriana più di due) e la strettezza degli aghi (nel P. aristata sono leggermente più stretti). Un'altra differenza è dovuta alla quantità di "forfora" bianca emessa dai suddetti canali. Questo fattore è determinato da un adattamento geografico, dovuto ad una necessità di difendersi maggiormente dalla neve.

## Morfologia
I pini dai coni setolosi crescono in boschetti isolati negli alti pascoli alpini delle montagne del Nord America. A causa delle basse temperature, dei terreni asciutti, dei forti venti, le stagioni di crescita sono molto corte, per questo gli alberi crescono molto lentamente. Il legno è molto denso, duro e resinoso e quindi resistente alla invasione di insetti, funghi, e di altri potenziali parassiti che ucciderebbero la pianta (per questo riesce a raggiungere un'età così longeva). Come l'albero, gran parte del suo tessuto vascolare, a causa della stratificazione, si chiude e muore: negli esemplari molto vecchi, spesso, solo una stretta striscia di tessuto vivente collega il tronco alle foglie e alle radici.
Portamento
Albero alto fino a 25 metri, sebbene l'altezza più comune sia sui 15–20 m. Ha un portamento caratteristico, con un tronco corto, gnoccoso e molto contorto, estremamente largo (fino a 3 metri o più di diametro, il tronco più grosso è stato di 3,68 metri) con sopra una chioma molto rarefatta e numerosi rami secchi. Il portamento può comunque differenziarsi in base all'altitudine e da esemplare a esemplare: gli unici fattori uguali per tutti sono il grosso tronco, la chioma rarefatta, le gnoccosità, il portamento contorto e le parti secche. Questo pino ha delle radici estremamente dure, resistenti, intricate e fibrose, adatte a vivere in terreni sassosi come quelli degli alti pascoli. Queste ultime sono in grado di assorbire l'acqua dalla neve, sopportare il freddo e il congelamento e resistere agli strattoni (che vengono inflitti nel tronco e nella chioma) causati dalle raffiche di vento molto forti che caratterizzano queste zone. Un'altra prova che le radici devono sopportare è la sterilità dei substrati che causa carenze nutrizionali.
Corteccia e legno
La corteccia (sia dei rami che del tronco e delle radici) è spessa, grigio più o meno scuro da giovane e poi arancione brillante con l'età (raramente diventa rosso-marrone, rosa-cannella, giallo\arancio-grigio o rosso-mattone), in cui diviene fessurata in placche verticali con venature rossastre o salmonate tra una e l'altra. Al tatto quella giovane è piuttosto liscia, quella vecchia, invece, più ruvida. Il colore della corteccia, variabile in qualche eccezione, è giustificabile in quanto nel regno vegetale si ha una certa variabilità. Nei giovani rametti la corteccia è sempre grigia, in quelli vecchi arancio e ha dei peletti (utili a non fare perdere acqua ed a mantenere più caldo l'albero).
Comunque non si presentano mai esemplari di colore diverso da quelli indicati sopra. A volte la corteccia può seccarsi e restare grigia in esterno, comunque il colore arancione di quella viva si vede. Il legno, arancio brillante con venature scure e midollo più chiaro (tipico solo di questa razza di pino), emette, al taglio ed in modo naturale, una specie di lattice, la resina, molto densa (più di ogni altra conifera) e di colore arancio-rosso. Quest'ultimo ha ottime proprietà di resistenza (a causa della resina molto abbondante) e viene impiegato, spesso illegalmente (poiché questo pino è specie protetta e non coltivata per le difficoltà, il tempo di accrescimento e l'habitat), nella costruzione di mobili di pregio e altri oggetti, che vengono venduti ad alto prezzo.
Questo albero ha spesso accumuli di resina nei tessuti, questo causa rigonfiamenti e gnoccosità (comunque innocue) e delle deformazioni di stratificazione che gli causano la tipica forma strana.
Dalla corteccia si estraggono tannini. Questo albero, quando muore, rimane in piedi per millenni grazie alla sua resina: infatti non è raro trovare pini di secoli e secoli morti da tempo immemorabile ancora in piedi ed in perfetto stato. A contribuire alla conservazione del legno morto vi è anche il freddo, il ghiaccio e la neve invernali che uccidono qualsiasi decompositore. Tutto l'albero è venato.
Foglie

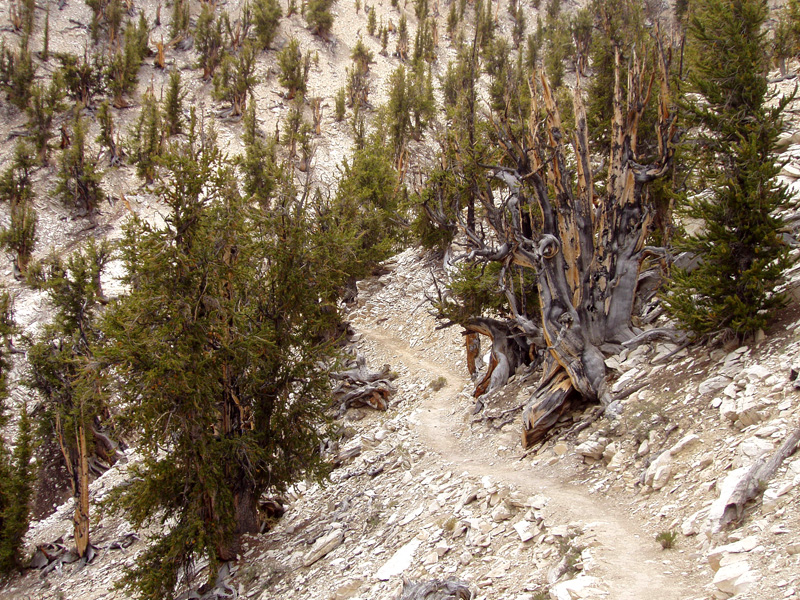
Matusalemme nel suo bosco

Le foglie sono costituite da aghi duri, spessi, carnosi, con apice acuto, da conici a sub-ulati, riuniti in mazzetti di 5 (che terminano con una gemma ovoidale-acuminata, di colore rosso-bruno, lunga circa 1 cm, presente anche all'apice dei rami), lunghe e larghe circa da 15-35 × 0,8-1,2 millimetri, (a seconda dell'esemplare e dell'annata), che persistono sulla pianta dai 15 ai 45 anni (più di ogni altro pino e conifera). I margini di questi ultimi sono più o meno serrulati, con apice da acuto-conico a subulato (a seconda degli esemplari); la guaina è di 0,5-1,5 centimetri. Sono di colore variabile, che va dal blu-verde al verde scuro (in base al terreno di crescita) e, a volte, al verde-giallo (in caso di carenze nutrizionali o terreni particolari). Il diametro della chioma è variabile ma è, all'incirca, sui 2,5-3 metri: essa può assumere una forma più espansa e fitta alle quote alpine più basse, mentre, in quelle maggiori, tende a divenire più stretta e rarefatta (per contenere i danni provocati dalla neve).
Fiori

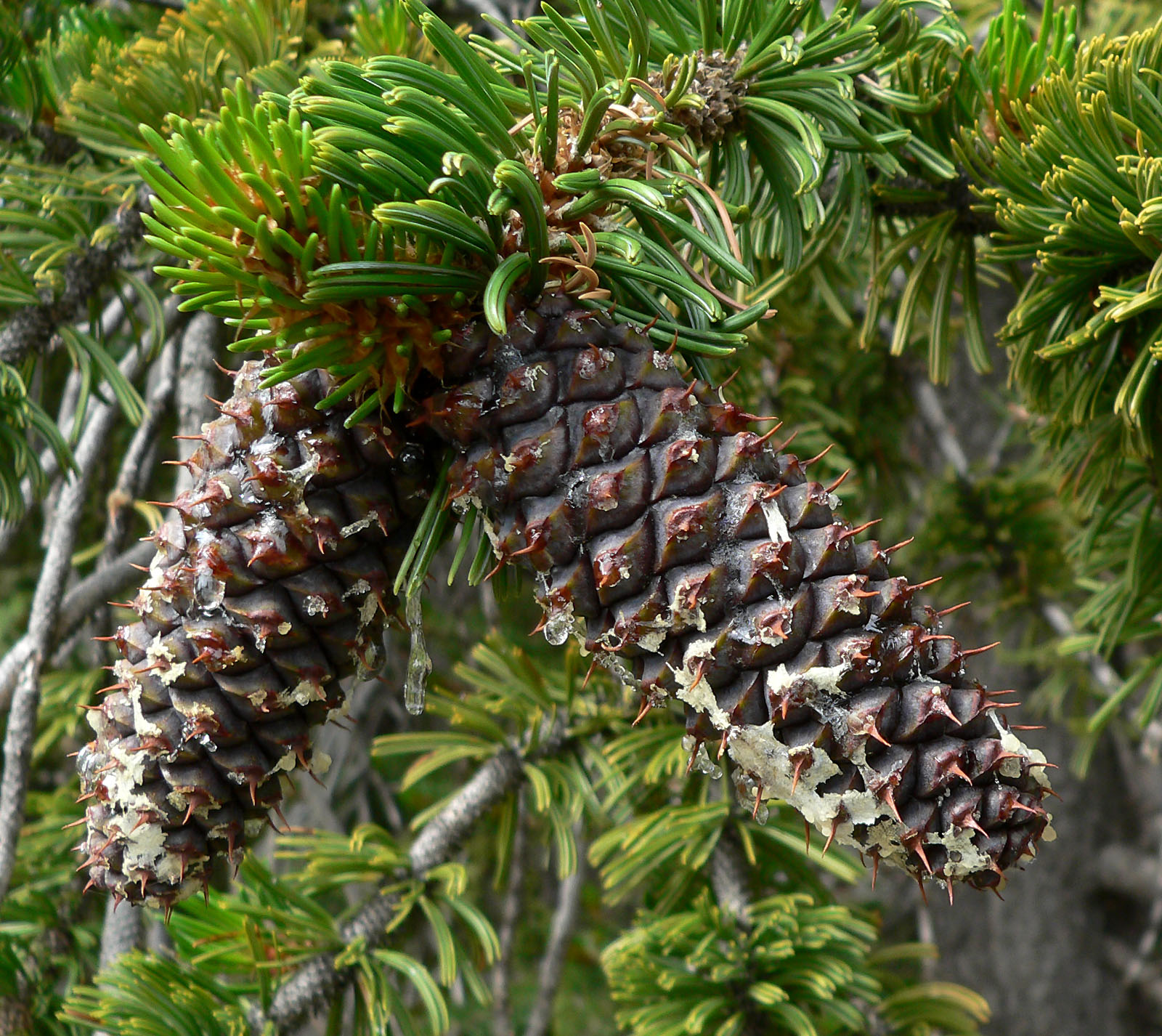
Particolare delle pigne

Meglio indicati come sporofilli, i fiori maturano in aprile-maggio.
- Macrosporofilli: Formano coni sessili nella parte apicale dei rami, riuniti in genere in 3- 4.
- Microsporofilli: Formano coni lunghi all'estremità dei rami dell'anno precedente, nella parte superiore della chioma, al disotto dei coni femminili. Il Polline è ellissoide, di circa 10 millimetri di un colore che e blu-rossastro.

Strobili
Gli strobili, o pigne, sono lunghi 5–11 cm, conici, cilindrici o ovoidali, allungati, umbonati centralmente, con base triangolare ed alette della pigna sottili e fragili di circa 4–12 mm (variabile da esemplare a esemplare). Questi ultimi (gli strobili) non molto grandi, sono medi: essi impiegano 2 anni per maturare, da giovani sono di colore viola vinaccia (il colore è presente solo in questa specie) mentre da vecchi rosso-marroncino. Si aprono a maturità per far uscire i semi. Questi ultimi, i pinoli (chiamati in inglese pine nuts e in spagnolo piñones) sono grandi, di colore da grigio-marrone tendenti al nero al marrone con macchie rosso scuro, ellissoidi, lunghi 2–10 cm e spessi 5 millimetri, coperti da una guaina scura che si gratta con facilità e hanno una rudimentale aletta di 10–13 mm che va via facilmente alla pressione dell'unghia. Il vento ha effetto per trasportare i semi, ma comunque vengono dispersi anche dagli animali, tipicamente gli uccelli. Persistono sulla pianta finché i semi non sono andati tutti via. In natura non sono rari casi di ibridi (sterili e fertili) tra le sottospecie. Questo non determina, comunque, nessuna variazione di età, di portamento, di caratteri fisici e di colori nell'albero. In cattività sono stati ottenuti ibridi speciali adatti ad essere piantati nelle montagne europee (usata soprattutto la sottospecie longaeva).

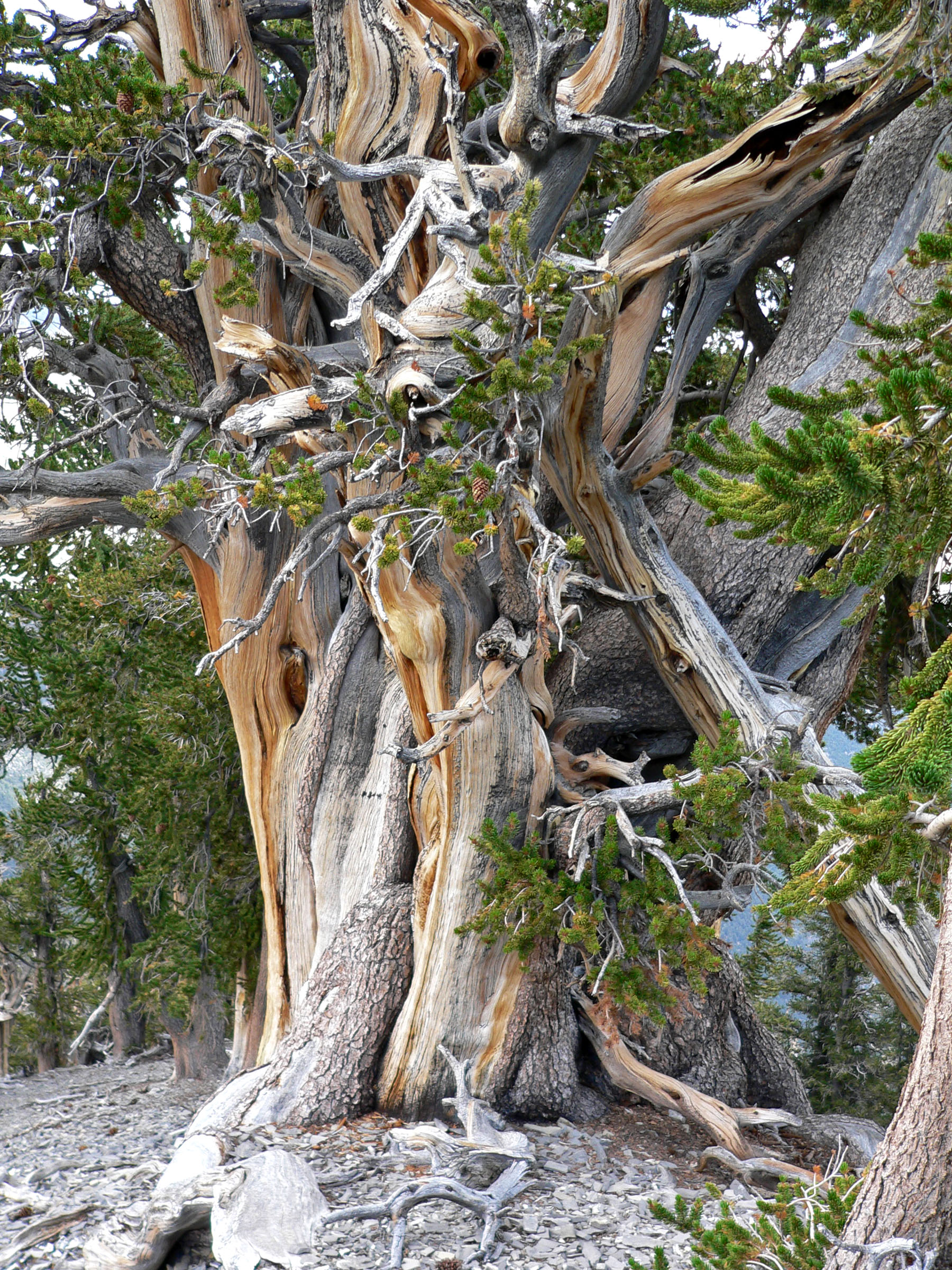
Pino millenario a 3300 metri

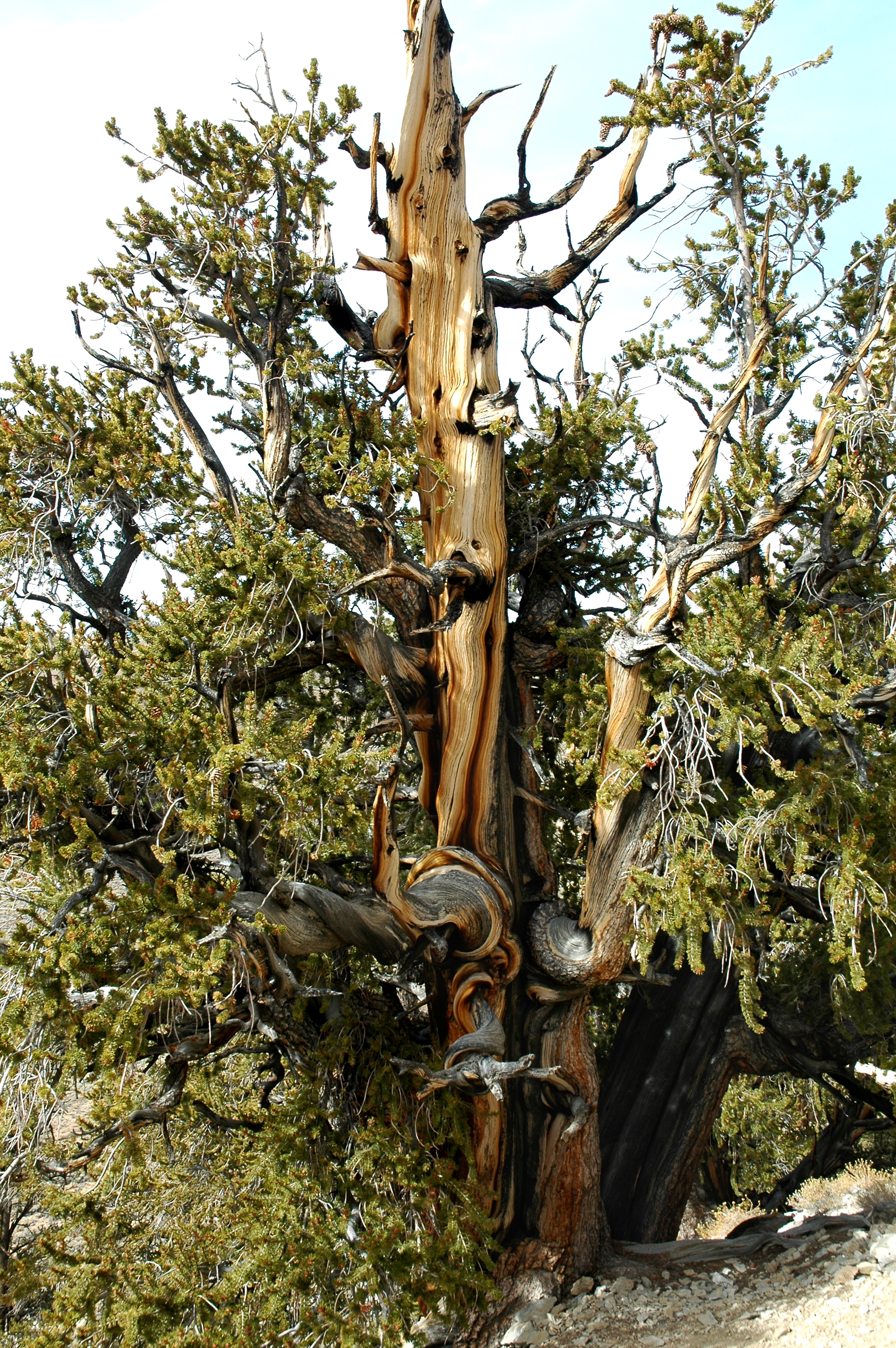
Pino millenario di grosse dimensioni
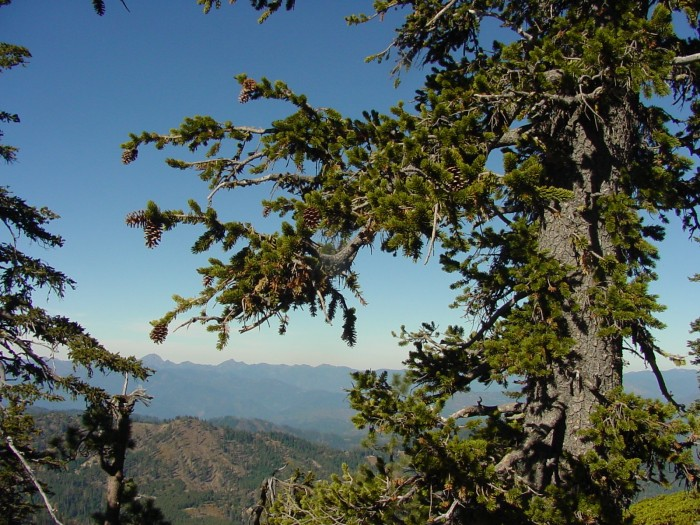
Giovane esemplare
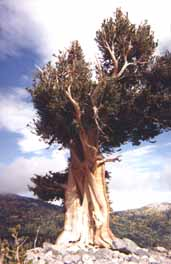
Pino millenario di grosse dimensioni

## Distribuzione e habitat
Questi pini vivono sulle montagne di California, Colorado, Nuovo Messico, Nevada, Arizona e Utah. In California, vive solo nelle montagne del nord. In Nevada, vive nel Gran bacino e nelle Spring Mountains intorno a Las Vegas, nello Utah vive nel nord. Tutte queste popolazioni vivono a circa 2500–3700 m di altezza, negli alti pascoli alpini. In questi ambienti piove all'incirca ogni trent'anni, perciò l'acqua necessaria viene assimilata dalla neve che cade abbondante ogni anno. Può sopravvivere in qualsiasi terreno. In Europa è stato introdotto in tutto l'arco alpino, in particolare in Austria.

Forma boschetti puri o misti ad abeti di pochi e separati esemplari (disposti, molte volte, a serpentina dette pinete scheletriche per via della forma del tronco).  I pochi esemplari presenti al mondo sono quasi tutti millenari, in quanto il pino ha molta difficoltà a riprodursi (dopo circa qualche secolo gli alberi diventano sterili).

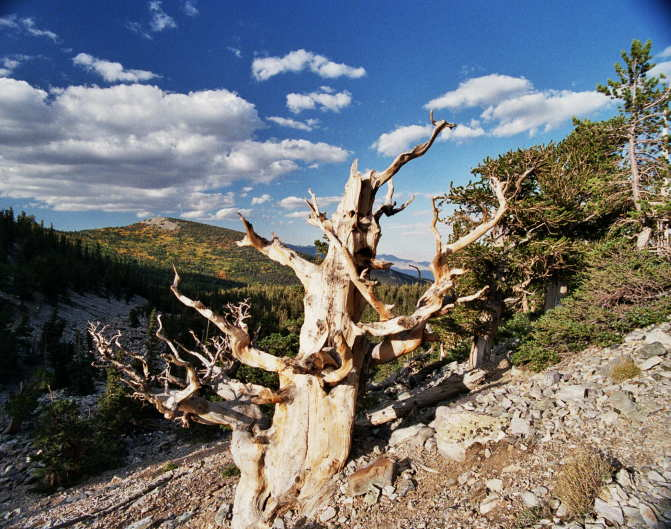

## Differenze con specie simili
Inconfondibile per gli aghi, per la corteccia ed il legno arancio brillante venato di rosa-rosso, per le pigne viola, per l'età ultra millenaria e per il tipico portamento.

## Usi

### Dendrocronologia
Queste specie sono state ampiamente utilizzate nell'ambito di ricerche dendroclimatologiche ed in parecchi studi di ecologia degli ambienti forestali.

Harold Fritts (1969) ha studiato le relazioni tra l'ampiezza degli anelli di accrescimento dei tronchi di questi pini e le variazioni climatiche.
Altri autori hanno utilizzato i Bristlecone pines per ottenere evidenze in merito al riscaldamento globale

## Malattie
Le principali cause di morte di questo pino sono i fulmini, le valanghe, il riscaldamento globale e le frane. La maggior parte degli esemplari millenari evidenza segni di almeno un fulmine, che comunemente uccide un pezzo di corteccia lasciando una cicatrice, più o meno evidente, a ricordo di questa disgrazia. A volte capita che il fulmine incendi l'albero, che può venire bruciato se il freddo non lo spegne in tempo. La rigenerazione del tronco è comune in caso di valanghe (che spezzano parti del tronco e dei rami), dove si vengono a formare cicatrici ben visibili. Siccome gli alberi crescono spesso sui pendii ripidi e nei precipizi di montagna, non è raro vedere esemplari (anche di notevoli dimensioni e anni) che sono stati feriti o abbattuti da frane. Solo occasionalmente questo pino mostra ferite o cicatrici fatte da animali, poiché non ce ne sono (a volte viene ferito da qualche picchio), invece, più spesso, sono gli insetti e i funghi ad attaccarlo, ma si tratta di rari casi. 
Le principali malattie più comuni di questa specie sono:
- Il Cronartium ribicola, una malattia fungina che affligge questo ed altri pini. (Peattie 1950).
- Il vischio nano (Arceuthobium microcarpum) che infetta i rami. (Hawksworth e Wiens 1996).